# Renate Koch (Politikerin)
Renate Koch (* 17. Dezember 1943 in Wirkheim) ist eine deutsche Politikerin (CDU).
Nach dem Besuch der 10-klassigen Polytechnischen Oberschule absolvierte Koch eine Ausbildung zur Krankenschwester. Die staatliche Anerkennung erlangte sie 1963. Neben ihrer Tätigkeit als Kranken- und später Stationsschwester im Rat des Bezirkes Dresden erlangte sie an einer Volkshochschule 1966 die Hochschulreife. Per Fernstudium bildete sie sich 1982 zur Sozialfürsorgerin weiter.
Politisch engagierte sich Koch bereits in der DDR von 1979 bis 1990 als Mitglied im Kreistag von Meißen. Nach der politischen Wende wurde sie am 30. Mai 1990 vom Kreistag Meißen zur Landrätin des Landkreises Meißen gewählt, in welchem Amt sie am 3. Dezember 1995 mit 57,7 % der Wählerstimmen für weitere sieben Jahre im vergrößerten Landkreis bestätigt wurde. Im November 2002 wurde Arndt Steinbach (CDU) zu ihrem Nachfolger gewählt. In ihrer Amtszeit als Landrätin gehörte Koch von 1990 bis 2002 dem Präsidium des Sächsischen Landkreistags sowie von 1991 bis 2002 dem Gesundheitsausschuss des Deutschen Landkreistags an. Von 1994 bis 1998 war sie stellvertretendes und anschließend bis 2002 ordentliches Mitglied des Kongresses der Gemeinden und Regionen des Europarates (KGRE). Von 2004 bis 2009 war sie Fraktionsvorsitzende der CDU-Fraktion im Stadtrat der Großen Kreisstadt Coswig, verzichtete aber auf eine weitere Kandidatur bei der Kommunalwahl im Juni 2009.
Von 1991 bis 2005 war Koch Vorsitzende des Tourismusverbands „Sächsisches Elbland“.